# 李琦 (演员)
李琦（1955年2月17日—），男，山西大同人，中华人民共和国演员。

## 生平
李琦只上到小学四年级便辍学。1970年，李琦考入陕西省人民艺术剧院，考官为朱龙广等人。1979年，凭借在话剧《白居易在长安》中饰演的配角太监获得中国戏剧“梅花奖”。1991年左右，来到北京当自由演员。1995年，在中国中央电视台《综艺大观》第26期和郭达合作演出小品《打呼噜》，这是李琦首次上中国中央电视台的节目。后来，中国中央电视台导演陈平把李琦带进由他执导的栏目《日月星辰》文艺晚会，安排李琦和倪萍合作演出一个小品。陈佩斯在北京有线电视台开办《佩斯快乐岛》节目，找来李琦合作，让李琦当演员、制片。1997年，李琦在冯小刚导演的电影《甲方乙方》中饰演胖厨师，由此出名。1998年，李琦入伍加入武警文工团。此后，李琦先后与冯小刚、英达等导演合作，接拍了《有话好好说》、《中国餐馆》、《东北一家人》、《大话股神》等影视剧，成为知名演员。2001年中国中央电视台春节联欢晚会上，李琦与刘金山、尹相杰、刘惠合作演唱《康定情歌》。

## 作品
话剧演员
- 1979年《白居易在长安》饰吐突承璀
- 2007年《二十四小时记忆》[3]

小品演员
- 1995年《打呼噜》（与郭达合作）
- 1996年《一个钱包》（与句号合作）
- 1997年《身不由己》（与石富宽合作）
- 1999年《减肥变奏曲》（与曾志伟、沈殿霞、潘长江等合作，1999年中国中央电视台春节联欢晚会节目）

电影演员
- 1997年《甲方乙方》饰胖厨师
- 1997年《有话好好说》饰胖厨师
- 1999年《没事儿偷着乐》饰李木勺
- 2005年《心急吃不了热豆腐》饰看门人
- 2005年《证书》
- 2006年《阿宝的故事》饰琦大爷
- 2007年《大话股神》饰老孟
- 2007年《守望平安》饰公安局食堂大厨
- 2008年《好运当头》
- 2009年《多多大事啊》饰目击者
- 2010年《麦积山的呼唤》饰老校长
- 2011年《一路惊心》饰三舅
- 2011年《你是哪里人》
- 2012年《王的盛宴》饰项伯

电视剧演员
- 1997年《燕子李三》
- 1997年情景喜剧《候车大厅》
- 1998年情景喜剧《中国餐馆》
- 1999年《重案六组》
- 1999年《乡里乡亲住高楼》饰德昌老汉
- 2001年情景喜剧《东北一家人》饰牛永贵（牛大爷）
- 2004年《爱在生命中传递》
- 2004年《西安虎家》
- 2004年《满汉全席》饰大鐵鍋
- 2004年《好市多多》
- 2006年《追杀横路靖六》
- 2006年《快乐电信街》
- 2007年《生死十日》
- 2007年《低头不见抬头见》
- 2008年《善有善报》
- 2010年《安逗与黑仔》饰评委会主席
- 2010年《新上门女婿》饰田舅
- 2011年《林师傅在首尔》饰权本昌
- 2011年《喜事连连剩男相亲记》饰二大爷
- 2011年《地道战》饰汤炳会
- 2011年《舞动的K线》
- 2012年《穆桂英挂帅》饰穆羽
- 2012年《非凡英雄》饰郑为法
- 2012年《青春不够用》
- 2013年《射天狼》饰吴督军
- 2015年《城市租客》饰马上有财
- 2021年《大饭店传奇》饰大辣椒

导演
- 2011年电视剧《舞动的k线》

## 家庭
- 妻：高丽，化妆师
- 子：高岱，演员
- 女：高丫，曾在中国人民解放军海军陆战队服役